# Lo Tros (Torallola)
Lo Tros és una partida rural constituïda per camps de conreu de secà del terme municipal de Conca de Dalt, a l'antic terme de Toralla i Serradell, al Pallars Jussà, en territori del poble de Torallola.
Està situada al sud-est de Torallola, a migdia de la Rourera i al nord-est de lo Comellar. És a l'extrem nord-oest del Serrat de Castellets, a l'esquerra del barranc de Comellar.